# Théâtre d'objets

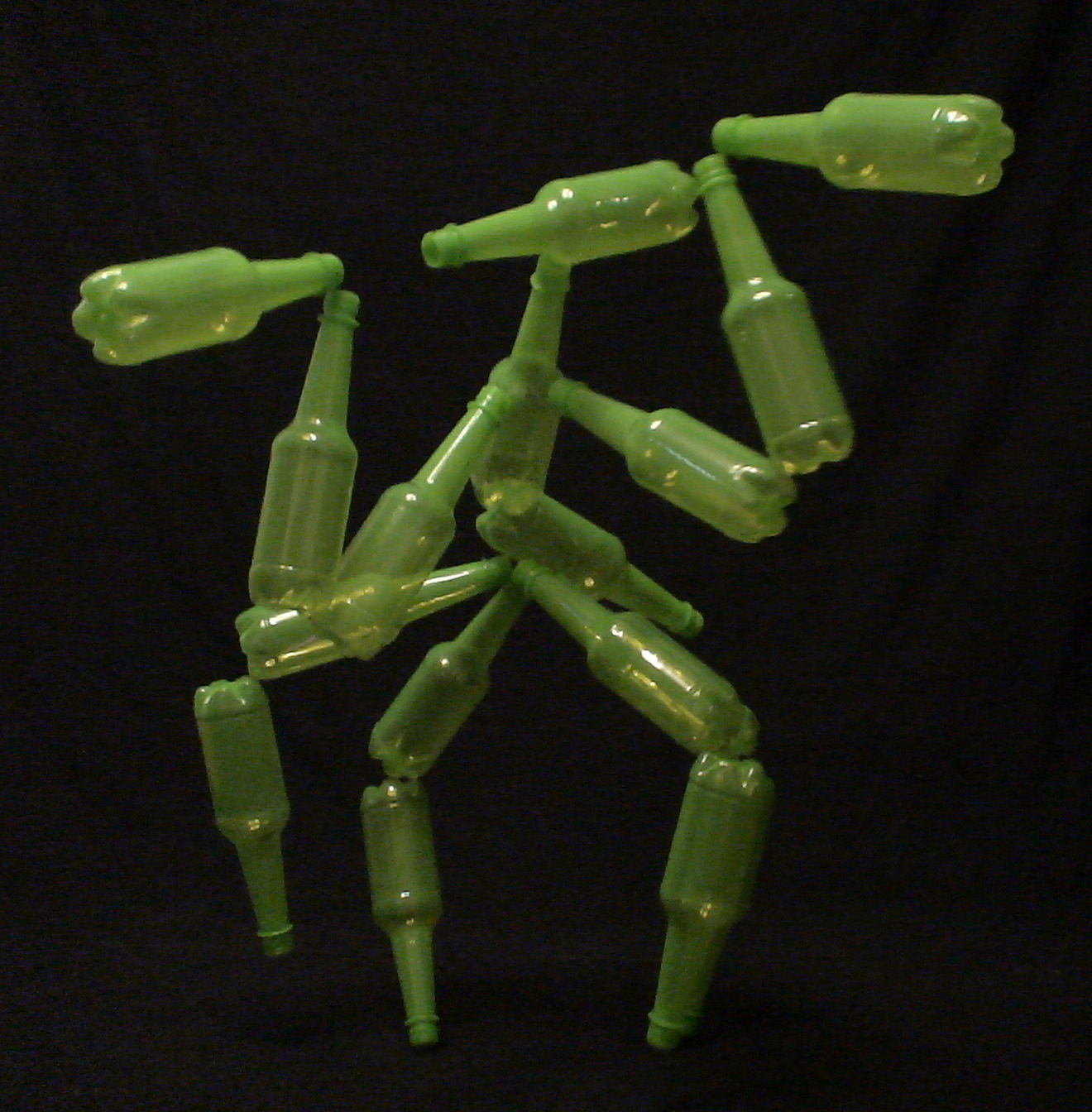
"Un Objet Théâtre", Nikolai Zykov Theatre

Un théâtre d'objets est un genre théâtral où des objets courants ne sont plus utilisés comme des accessoires de théâtre ou des décors, mais servent d'effigies, pour évoquer un personnage ou un animal avec lequel l'acteur pourra dialoguer ou interagir lors de la représentation.

## Principe général du théâtre d'objets
Dans le théâtre d'objets, différentes tropes (métaphores, métonymies...) dotent les objets d'une vie propre. Ainsi, un gyrophare pourra suggérer ou symboliser un commissaire de police venu interroger le comédien sur la mystérieuse disparition de sa voisine. Une large place est laissée à l'imagination du spectateur, sollicitée a priori plus fortement que devant un acteur ou une marionnette. La logique utilitaire évolue vers une logique poétique où le pouvoir d'évocation se déploie. Par exemple, un capuchon de stylo rouge, peut devenir, par association d'idées, un Petit Chaperon Rouge.
Ce sont en général des objets à l'état brut, non transformés. Ils peuvent être manipulés directement, à l'aide de contrôle (comme une marionnette), ou motorisés pour l'occasion. Ce décalage avec l'utilisation quotidienne des objets crée des situations poétiques ou humoristiques.

## Origine du théâtre d'objets
Le terme a été inventé par Katy Deville codirectrice du théâtre de cuisine, au début des années 1980 pour désigner des créations de trois théâtres français partageant un même concept, :
- Le Pêcheur (1978) le Vélo Théâtre avec Tania Castaing et Charlot Lemoine
- Paris Bonjour (1979) Théâtre Manarf avec Jacques Templeraud
- L’Opéra Bouffe (1980) Théâtre de Cuisine avec Katy Deville et Christian Carrignon